# Paractinophlebia curtisii
Paractinophlebia curtisii  (лат.) — ископаемый вид сетчатокрылых насекомых из рода Paractinophlebia семейства Prohemerobidae Handlirsch, 1906 (Hemerobioidea). Известен по отпечаткам крыла длиной 37 мм, обнаруженным в юрских отложениях из Европы (Великобритания, Alderton Hill Quarry).
Вместе с другими ископаемыми видами, такими как Solenoptilon kochi Handlirsch 1906, Oligogetes relictus, Tetanoptilon brunsvicense Bode 1953, Solenoptilon martynovi, Ooidia Bode 1953, являются одними из древнейших представителей сетчатокрылых насекомых. Таксон был впервые описан как Pterinoblattina curtisii в 1886 году палеонтологом С. Скуддером  (S. H. Scudder, 1886) и первоначально включён в семейство Psychopsidae. Позднее его включили в состав рода Paractinophlebia Handlirsch, 1906  (вместе с видами Paractinophlebia grasselensis  (Bode 1953), Paractinophlebia acuta и Paractinophlebia tenuis Bode 1953). Другие авторы затем включили его в состав семейства Prohemerobidae.